# ビアドゥクト・デル・マジェコ
ビアドゥクト・デル・マジェコ（西: Viaducto del Malleco、英: Malleco Viaduct、マジェコ高架橋の意）は、チリ共和国ラ・アラウカニア州マジェコ県コジプジにあるチリ国鉄の鉄道橋である。
当橋梁は、中央チリに位置しており、コジプジの南にあるマジェコ川 (Río Malleco) 渓谷を越えるために架かっている。パンアメリカン・ハイウェイが、高架橋のすぐ隣を通っている。
1890年10月26日に、ホセ・マヌエル・バルマセーダ (José Manuel Balmaceda) 大統領によって、当橋梁の開通式が行われた。
当橋梁は、アウレリオ・ラスタリア (Aurelio Lastarria) によって設計されており、そして橋梁の建設は別のフランス企業であるシュナイダー社 (Schneider et Cie. O Le Creusot) （現・シュナイダーエレクトリック (Schneider Electric) ）に与えられた。一般の俗説では、ギュスターヴ・エッフェル (Gustave Eiffel) によって当橋梁が設計されたとしている。エッフェルは橋梁の提案をしたが、それはチリ当局によって拒否されている。
1990年に、当橋梁が国定記念物として宣言されている。